# Штёссинг
Штёссинг (нем. Stössing) — коммуна (нем. Gemeinde) в Австрии, в федеральной земле Нижняя Австрия. 
Входит в состав округа Санкт-Пёльтен.  Население составляет 792 человека (на 31 декабря 2005 года). Занимает площадь 27,47 км². Официальный код  —  31941.

## Политическая ситуация
Бургомистр коммуны — Алойс Даксбёк (АНП) по результатам выборов 2005 года.
Совет представителей коммуны (нем. Gemeinderat) состоит из 15 мест.
- АНП занимает 11 мест.
- СДПА занимает 3 места.
- АПС занимает 1 место.